# Parawixia dehaani
Parawixia dehaani là một loài nhện trong họ Araneidae.
Loài này thuộc chi Parawixia. Parawixia dehaani được Carl Ludwig Doleschall miêu tả năm 1859.